# Ali Abdi
Ali Abdi (ar.علي عبدي; ur. 20 grudnia 1993 w Safakisie) – tunezyjski piłkarz grający na pozycji lewego obrońcy. Od 2021 jest zawodnikiem klubu SM Caen.

## Kariera klubowa
Swoją piłkarską karierę Abdi rozpoczął w klubie Sfax Railways Sports. W sezonie 2010/2011 zadebiutował w nim w trzeciej lidze tunezyjskiej. W 2011 roku przeszedł do pierwszoligowego JS Kairouan. Swój debiut w nim zaliczył 25 grudnia 2011 w zremisowanym 0:0 domowym meczu z EGS Gafsa. Zawodnikiem Kairouan był do końca sezonu 2011/2012.
W lipcu 2012 Abdi przeszedł do Espérance Tunis. Zadebiutował w nim 12 lutego 2013 w zwycięskim 2:1 domowym meczu z Olympique Béja. W sezonie 2012/2013 wywalczył z Espérance wicemistrzostwo Tunezji.
Latem 2013 Abdi został wypożyczony do Stade Tunisien. Swój debiut w nim zanotował 19 stycznia 2014 w zremisowanym 0:0 domowym meczu z Olympique Béja. Grał w nim przez rok, a w 2014 wrócił do Espérance. W sezonie 2015/2016 ponownie wypożyczono go do Stade Tunisien, jednak w tamtym sezonie nie rozegrał żadnego meczu.
W lipcu 2016 Abdi przeszedł do Club Africain. Swój debiut w nim zaliczył 8 września 2016 w zwycięskim 4:1 wyjazdowym spotkaniu z CS Hammam-Lif. W sezonie 2016/2017 zdobył z nim Puchar Tunezji. Z kolei w sezonie 2017/2018 został wicemistrzem Tunezji oraz ponownie zdobył krajowy puchar.
W lipcu 2019 Abdi został zawodnikiem francuskiego drugoligowca, Paris FC. Swój debiut w nim zanotował 23 sierpnia 2019 w przegranym 0:1 wyjazdowym meczu z AC Ajaccio. Zawodnikiem Paris FC był przez dwa sezony.
W lipcu 2021 Abdi odszedł do SM Caen. Zadebiutował w nim 25 sierpnia 2021 w przegranym 0:2 wyjazdowym spotkaniu z AC Ajaccio.
| Sezon   | Klub                 | Kraj    | Rozgrywki | Mecze | Gole |
| ------- | -------------------- | ------- | --------- | ----- | ---- |
| 2010/11 | Sfax Railways Sports | Tunezja | 3. liga   | ?     | ?    |
| 2011/12 | Sfax Railways Sports | Tunezja | 3. liga   | ?     | ?    |
| 2011/12 | JS Kairouan          | Tunezja | CLP-1     | 15    | 2    |
| 2012/13 | Espérance Tunis      | Tunezja | CLP-1     | 1     | 0    |
| 2013/14 | Stade Tunisien       | Tunezja | CLP-1     | 17    | 4    |
| 2014/15 | Espérance Tunis      | Tunezja | CLP-1     | 11    | 0    |
| 2015/16 | Stade Tunisien       | Tunezja | CLP-1     | 0     | 0    |
| 2016/17 | Club Africain        | Tunezja | CLP-1     | 12    | 2    |
| 2017/18 | Club Africain        | Tunezja | CLP-1     | 22    | 2    |
| 2018/19 | Club Africain        | Tunezja | CLP-1     | 22    | 3    |
| 2019/20 | Paris FC             | Francja | Ligue 2   | 14    | 0    |
| 2020/21 | Paris FC             | Francja | Ligue 2   | 32    | 9    |

## Kariera reprezentacyjna
W reprezentacji Tunezji Abdi zadebiutował 25 marca 2021 w wygranym 5:2 meczu kwalifikacji do Pucharu Narodów Afryki 2021 z Libią, rozegranym w Bengazi. W 2022 roku został powołany do kadry na Puchar Narodów Afryki 2021. Na tym turnieju wystąpił w jednym meczu grupowym, z Gambią (0:1).